# Pa'anga
O pa'anga ou, na sua forma aportuguesada, paanga (plural em português: paangas) é a unidade monetária (moeda) de Tonga. É controlada pelo Banco Nacional de Tonga (Pangikē Pule Fakafonua o Tonga) em Nuku'alofa. O pa'anga não é conversível e está indexado a um cabaz de moedas que compõem o dólar australiano, o dólar da Nova Zelândia, o dólar dos Estados Unidos e o iene japonês.

## História
O paʻanga foi introduzido em 3 de abril de 1967. Ele substituiu a libra na proporção de 1 libra = 2 paʻanga. Até 11 de fevereiro de 1991, o pa'anga estava atrelado ao dólar australiano pelo valor nominal. Desde então, uma cesta de moedas foi adotada, e o paʻanga tem se depreciado continuamente em relação ao dólar australiano. As taxas de câmbio oficiais são divulgadas diariamente pelo Banco de Reserva Nacional de Tonga.

Em 29 de junho de 2015, o Banco de Reserva Nacional de Tonga introduziu uma nova família de notas de paʻanga em seis denominações, de 2 a 100 paʻanga. As notas de 50 e 100 paʻanga são feitas de um substrato híbrido de papel/polímero. Elas apresentam um retrato do atual rei de Tonga, Tupou VI.